# Дымковское сельское поселение
Дымковское се́льское поселе́ние — муниципальное образование в Ишимском районе Тюменской области Российской Федерации.
Административный центр — деревня Мезенка.

## История
Статус и границы сельского поселения установлены Законом Тюменской области от 5 ноября 2004 года № 263 «Об установлении границ муниципальных образований Тюменской области и наделении их статусом муниципального района, городского округа и сельского поселения»

## Население
| 2010  | 2011  | 2012  | 2013  | 2014  | 2015  | 2016  |
| ----- | ----- | ----- | ----- | ----- | ----- | ----- |
| 1987  | ↘1983 | ↗2014 | ↗2044 | ↗2086 | ↘2061 | ↘2041 |
| 2017  | 2018  | 2019  | 2020  | 2021  |       |       |
| ↘2008 | ↘1980 | ↘1947 | ↘1916 | ↘1671 |       |       |

## Состав сельского поселения
| № | Населённый пункт | Тип населённого пункта          | Население |
| - | ---------------- | ------------------------------- | --------- |
| 1 | Ершово           | село                            | 397       |
| 2 | Малоудалово      | деревня                         | 249       |
| 3 | Мезенка          | деревня, административный центр | 435       |
| 4 | Нерпино          | деревня                         | 278       |
| 5 | Разъезд № 37     | посёлок                         | 120       |
| 6 | Таловка          | деревня                         | 508       |